# Acacia roycei
Acacia roycei är en ärtväxtart som beskrevs av Bruce R. Maslin. Acacia roycei ingår i släktet akacior, och familjen ärtväxter. Inga underarter finns listade i Catalogue of Life.